# 폭로 (이야기)
폭로(暴露) 또는 대폭로는 이야기 구조의 플롯 장치이며, 플롯 또는 공연의 전에 숨겨진 핵심 요소의 독자나 청중으로의 노출이다. 이는 플롯 트위스트를 초래할 수 있으며, 이야기의 핵심 플롯을 켜거나 예기치 않은 종결 - 예를 들어 미스터리 장르 - 일 수 있다. 이는 또한 마술사나 탈출 아티스트의 스테이지 마술의 장치 (특히 절정 속)로도 쓰인다.